# Sirene (queijo)
O queijo Sirene (em búlgaro:  сирене, em macedônio/macedónio:  сирење: ˈsireɲe), oficialmente chamado de "sirene branco em salmoura" (em búlgaro:  бяло саламурено сирене: ˈbjalo salaˈmureno ˈsirene); é um tipo de queijo feito no Sudeste europeu, especialmente na Bulgária, Macedônia do Norte e outros países dos Balcãs. Originalmente feito de leite de cabra, mas com variações usando leites mais baratos, como leite de vaca e leite de ovelha ou até mesmo uma combinação de tipos. Tem cerca de 40% a 45% de gordura. Comumente produzido em blocos, e com uma textura levemente granular. Usado em tábuas de queijos, bem como saladas e na culinária em geral.

## Receitas
Sirene, junto com iogurte é um prato nacional em muitos países da região Báltica. Muitos búlgaros, sérvios, croatas, macedônios e gregos o consomem desta maneira.

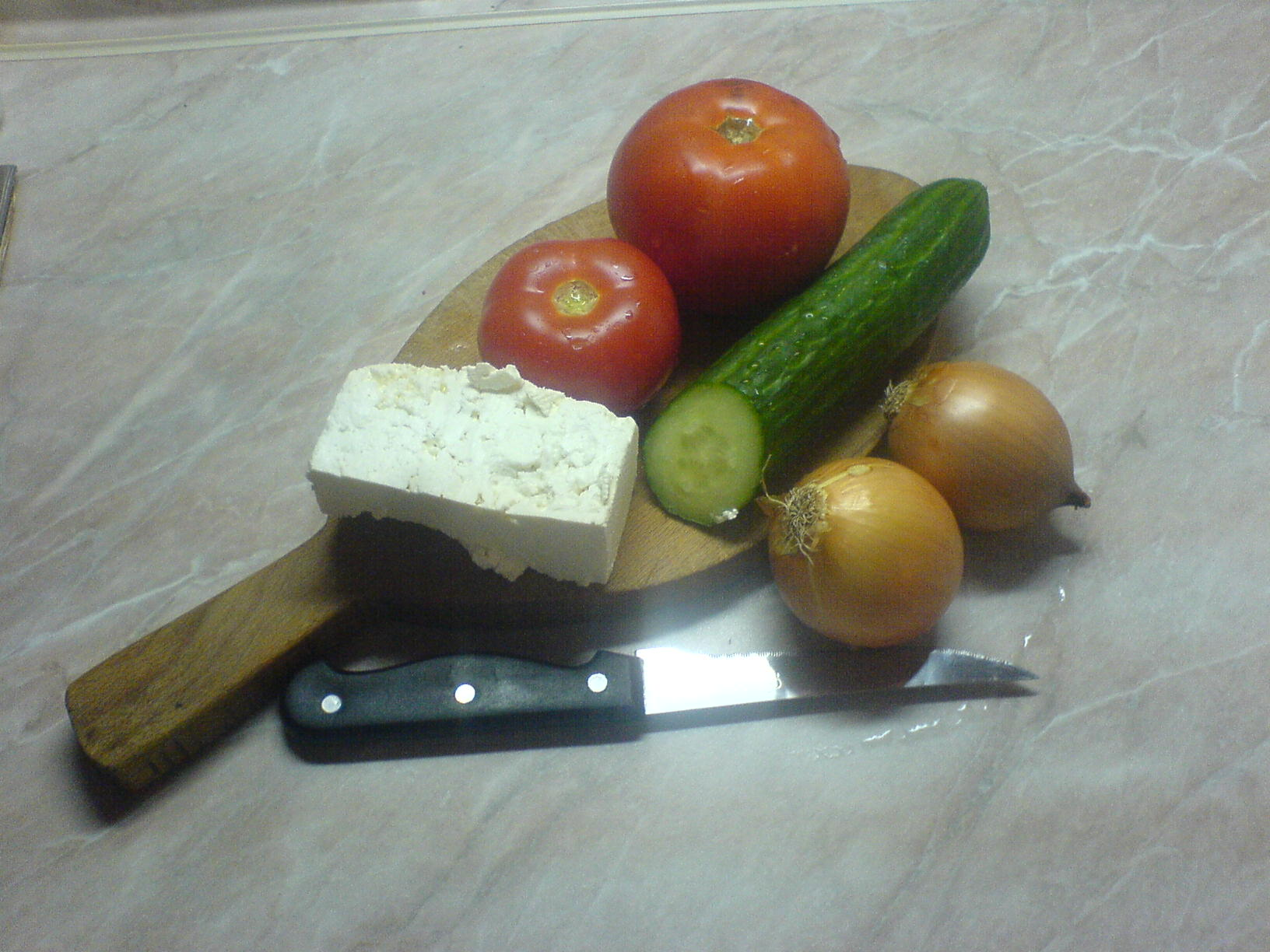
Ingredientes da salada Shopska (incluindo o Sirene).

Pode ser consumido em omeletes ou com ovos fritos, com macarrão, pimentão recheado e outros mais. Também consumido como aperitivo.